# Deja tus besos
Deja tus besos è un singolo della cantante dominicana Natti Natasha, pubblicato a giugno 2019 su etichetta discografica Pina Records come decimo ed ultimo estratto dall'album di debutto Iluminatti. Il singolo è stato pubblicazione in versione remix in collaborazione con il cantante portoricano Chencho Corleone.